# 싸바아
싸바아는 꾸란의 34장 제목으로 메카에서 계시됐다고 전해지며 총 54구절의 글이 쓰여 있다.
처음 절과 30절까지는 선과 진리, 하나님의 권능은 영원하다고 묘사한다.
그리고 그 절까지는 인간의 권력과 부귀영화는 일시적으로 그치고 만다고 쓰여 있다.
| 이 전 알 아흐잡 | 수라 34 (아랍어 원문) | 다 음 파티르 |
| 1 2 3 4 5 6 7 8 9 10 11 12 13 14 15 16 17 18 19 20 21 22 23 24 25 26 27 28 29 30 31 32 33 34 35 36 37 38 39 40 41 42 43 44 45 46 47 48 49 50 51 52 53 54 55 56 57 58 59 60 61 62 63 64 65 66 67 68 69 70 71 72 73 74 75 76 77 78 79 80 81 82 83 84 85 86 87 88 89 90 91 92 93 94 95 96 97 98 99 100 101 102 103 104 105 106 107 108 109 110 111 112 113 114 |                       |              |